# ニッパヤシ
ニッパヤシ（学名: Nypa fruticans）はヤシ科の植物であり、熱帯から亜熱帯の干潟などの潮間帯に生育するマングローブ植物。根元から分枝し、幹を持たないのが特徴。なおニッパヤシ属で現存するのは本種一種のみの一属一種であるが、近縁種の果実は7000万年前の地層から化石として発見されている 。中国名は、水椰。

## 特徴
高さ9メートル (m) 前後に達する常緑の小高木。湿地の泥の中に二叉分枝した根茎を伸ばす（この茎（根茎）が二叉分枝をすることは種子植物では数少ない例である）。茎（地上茎）はなく地上部には根茎の先端から太い葉柄と羽状の複葉を持つ数枚の葉を束生する。葉の長さは5 - 10 mで、小葉の長さは1 m程度で、線状披針形、全縁、革質で光沢があり、先端は尖る。花期には葉の付け根から花序を伸ばし、長さ80 - 100センチメートル (cm) 程度の細長い雄花序および、その先端に球状の雌花序をつける。雌花序は頭状花序で、雄花序は尾状花序である。花弁は6枚。花期の後、雌花序は棘のある直径15 - 30 cm程度の球状の集合果となる。
繁殖は、根茎を伸ばした先から地上部を出す栄養繁殖のほか、種子による繁殖を行う。集合果から分離した種子は直径尾4.5 cm程度の卵形で海水に浮き、海流に乗って漂着した場所に定着する海流散布により分布を広げる。

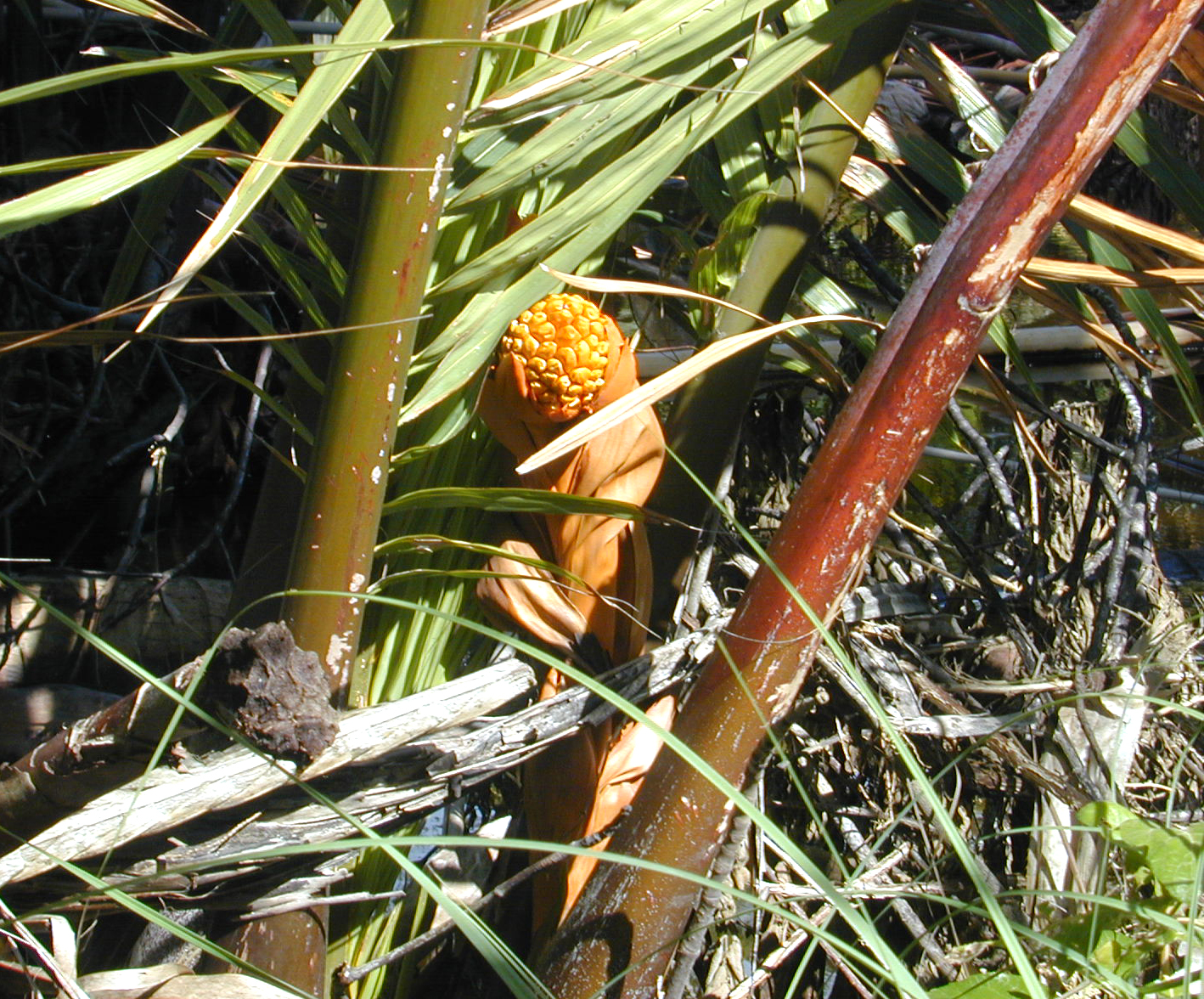
ニッパヤシの花序
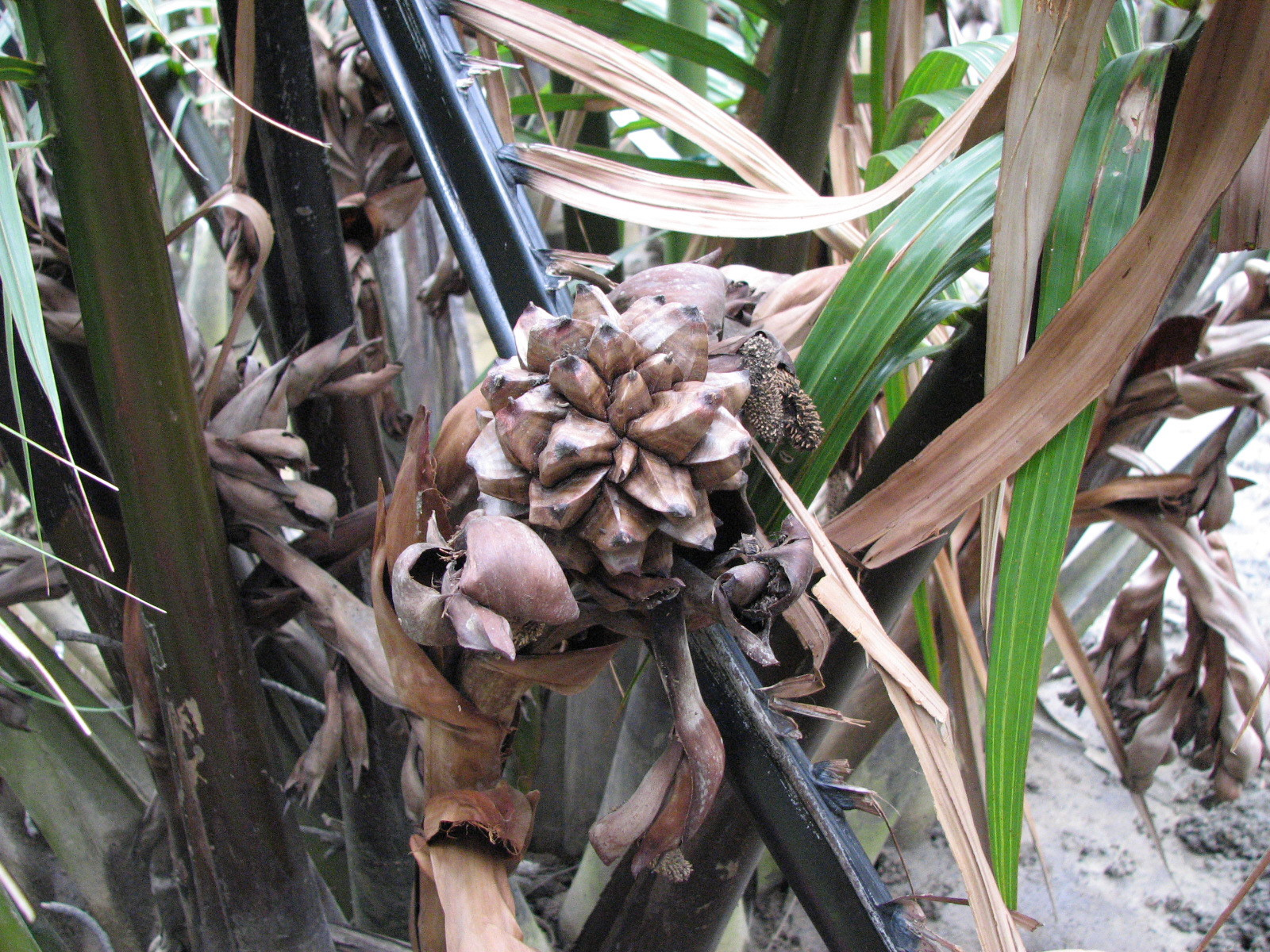
ニッパヤシの球状果 (2008年1月・西表島 船浦ニッパヤシ群落)

## 分布
インド及びマレーシアなどの熱帯アジア、ミクロネシア、オーストラリア北部の海岸に生育する。日本では、沖縄県の西表島及び内離島のみに分布する。日本に自生しているものは、海流で運ばれた種子が定着したものといわれている。マングローブの後方で、大きな群落をつくることがある。

### 日本における生育地
日本では、沖縄県西表島の2箇所、内離島および船浦湾のみで自生が確認されている。そのうち一箇所、船浦のニッパヤシ群落は日本の天然記念物に指定されているが、上流で行われている森林伐採や農地開拓に伴う土砂の流入による根茎の埋没や、他の樹木の生育による遮光による弱体化や枯死に加え、園芸目的の盗掘などにより個体数が減少を続けており、群落自体の衰退が危ぶまれている。環境省レッドデータブックで絶滅危惧IA類、沖縄県レッドデータブックで絶滅危惧IA類に評価されている。
船浦のニッパヤシ群落
西表島船浦湾には大規模なマングローブ群落があり、日本に7種類存在するマングローブ植物のうち、オヒルギ、メヒルギ、ヤエヤマヒルギ、ヒルギモドキ、ヒルギダマシ、ニッパヤシの6種類が存在する。またここは世界のニッパヤシ分布の北限であり、個体数も少ない貴重な植物群であることから、自然保護に関する数々の指定を受けている。
- 1959年、ニッパヤシ群落が日本帰属前の琉球政府により天然記念物に指定（写真）
- 1972年、ニッパヤシ群落が文化庁・日本の天然記念物に指定[6]
- 1983年、ニッパヤシ群落が環境省の特定植物群落に指定[7]
- 2001年、船浦湾の干潟が、環境省・日本の重要湿地500に指定[8]
- 2003年、ニッパヤシ群落が農林水産省・植物群落保護林に指定[9]

群落は、船浦湾にそそぐヤシミナト川（またはヤシ川）を遡った汽水域にあるが、ジャングルの中であり、徒歩でたどり着くことは困難。
2003年頃より、群落の開空度確保のため樹冠のオヒルギ等を伐採する等、群落の回復が試みられている。
しかしながら、本群落では開花はしても結実することは稀である。本群落の個体は遺伝的バリエーションが少なく、単一の個体が栄養成長で増殖したクローンである可能性がある。

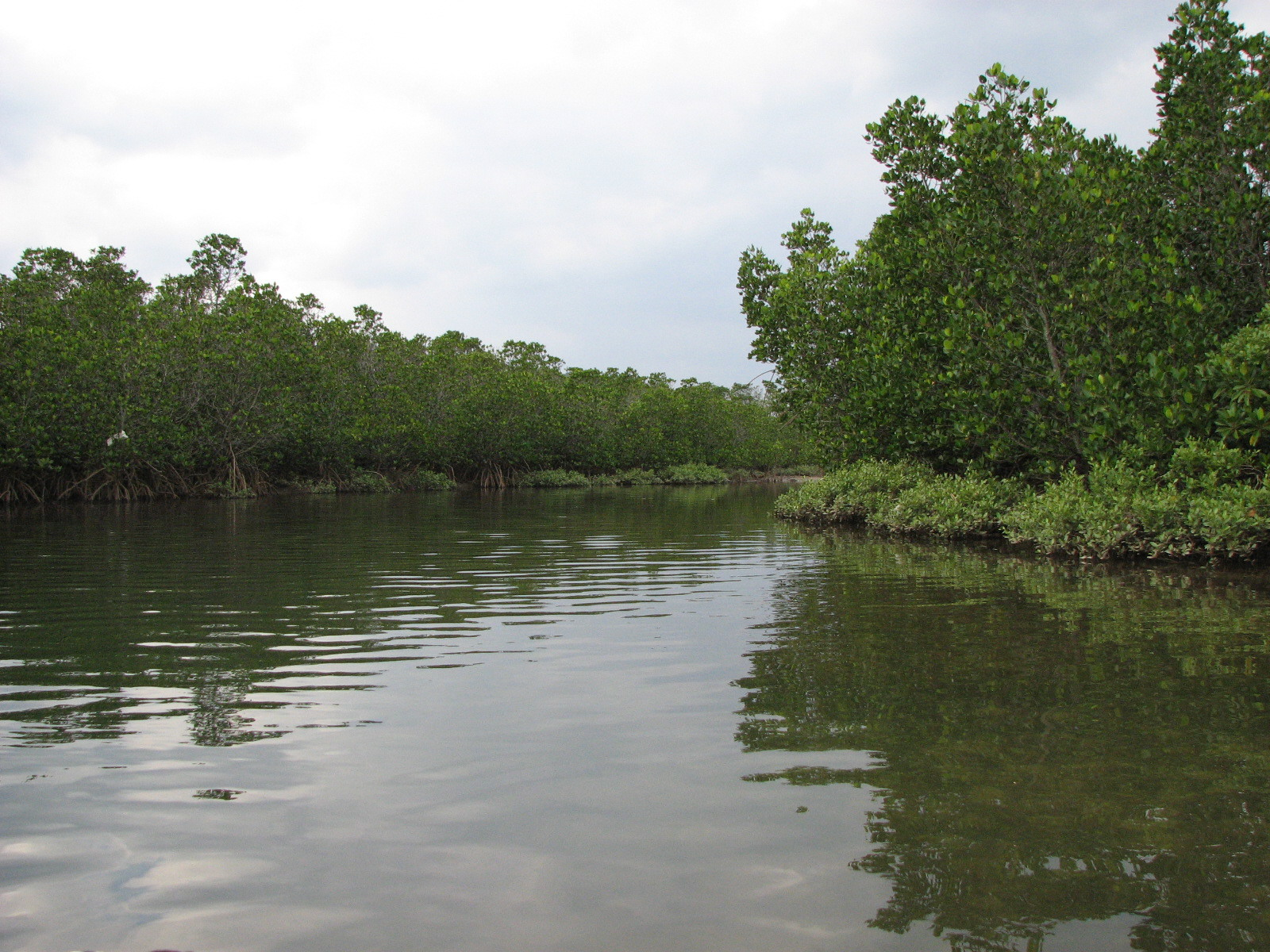
ヤシミナト川 右にオヒルギおよびヒルギダマシ 左にヤエヤマヒルギ群落が見える
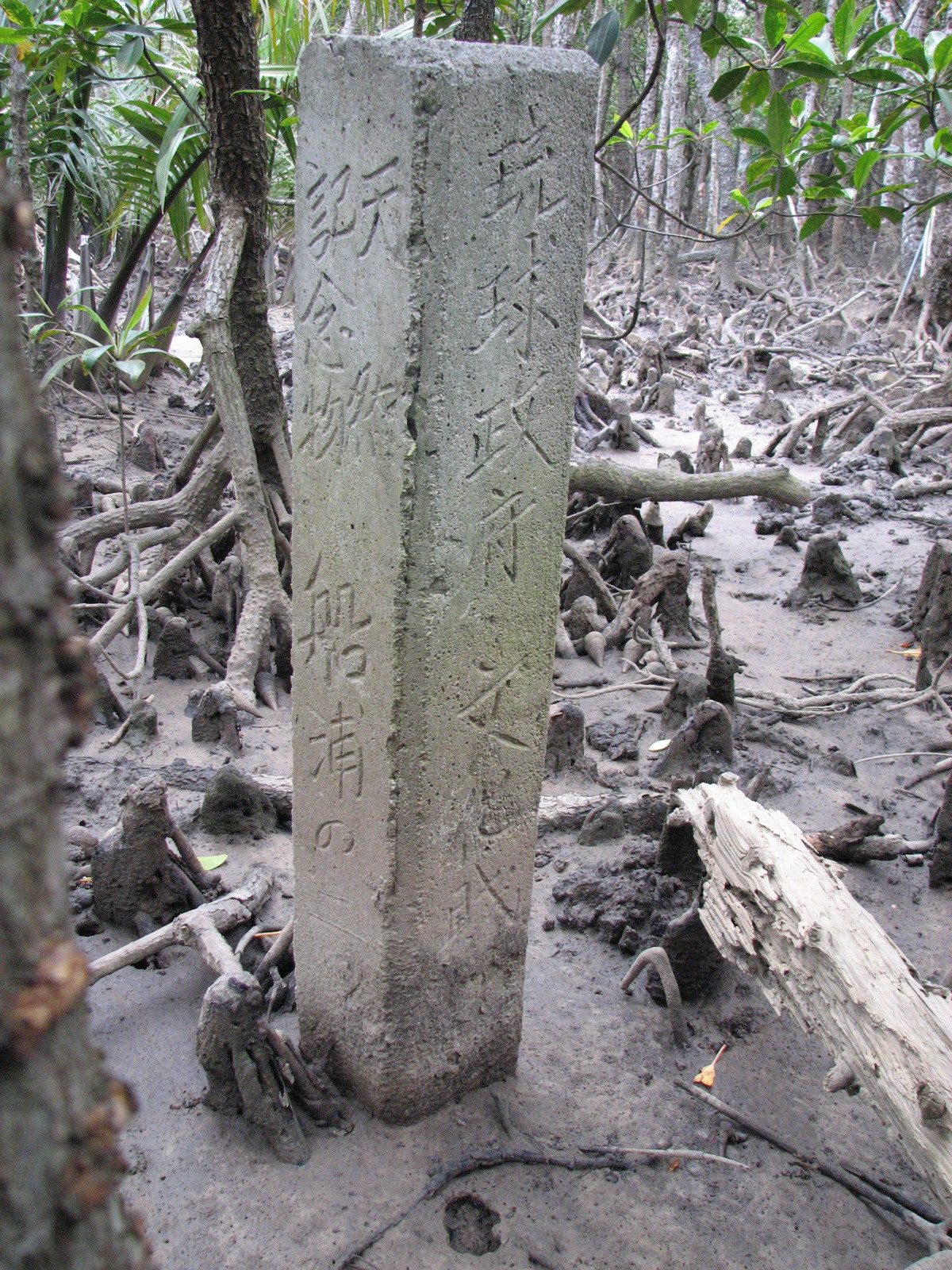
琉球政府指定文化財・天然記念物の碑
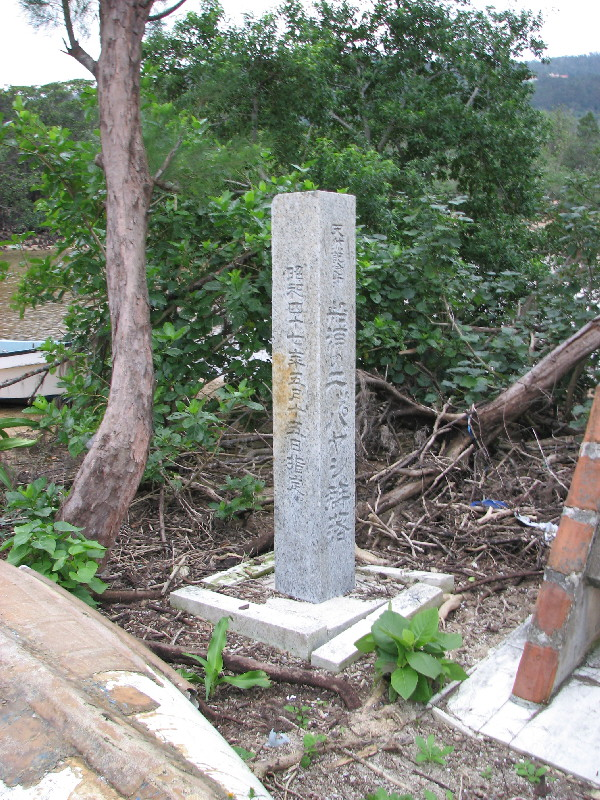
日本の天然記念物指定碑

内離島のニッパヤシ群落
内離島ニッパヤシ群落は、島北東部の湿地帯に存在する。船浦ニッパヤシ群落と比較して個体数が多く、開花に伴って結実も行い、無人島であることから人的な環境撹乱の影響を受けにくいため、保存状況が良く安定している。1983年、船浦のニッパヤシ群落とともに環境省の特定植物群落に指定されている。

## 利用
ニッパヤシの葉は軽く繊維質で丈夫であるため、植生が豊富な地域では乾燥させた葉を屋根材・壁材として利用される。特にフィリピンでは伝統的に、竹を骨組みとして葉を編みこんだもの (nipa shingle) を作り、屋根材や壁材として用い、伝統的家屋（タガログ語: バハイクボ〈bahay kubo〉）、（英語: ニパハット〈nipa hut〉）を建設する。ニッパヤシの屋根は風雨に強い上風通しが良く、特に台風の多く湿度が高い熱帯アジアの風土に適している。
また同様に、マレーシアやインドネシア等ではカゴを編む材料として用いられる。
開花前の花茎を切断した部分から溢泌する樹液は糖分が豊富で、パームシュガー(ヤシ糖)、TubaやTuakと呼ばれるヤシ酒、Cuka Nipah などと呼ばれるヤシ酢の原料とされる。また、バイオエタノール原料への検討も行われている。
未熟果は Attap chee（広東語: 亞答子 a3daap3ji2、中国語: yàdázǐ）と呼ばれ、半透明の団子に似た食感、外観の食品となり、東南アジアや香港のデザートに使用される。
タイの菓子であるカノムチャークは、ニッパヤシの葉で包んで焼き上げることで香り付けを行う。

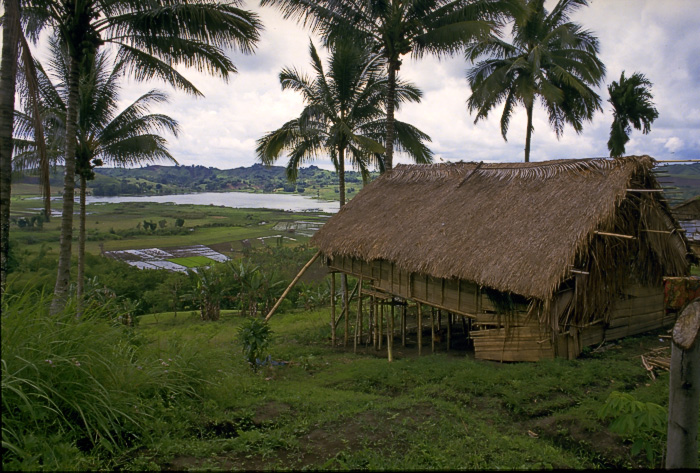
ニッパヤシで屋根を葺いた家 (ニパハット)・フィリピン

## 保護上の位置づけ
種について
- 絶滅危惧IA類 (CR)（環境省レッドリスト）

2007年8月3日公表のレッドリストで絶滅危惧II類からカテゴリーが上がった。
- 沖縄県版レッドデータブック - 絶滅危惧IA類

地域・個体群について
- 上記参照